# Nina Tower I
La Nina Tower est un gratte-ciel de 319 mètres situé à Hong Kong.
La construction de cet immeuble de 80 étages s'est achevée en 2006.
Les architectes sont les agences DLN Architects, CASA, Arthur Kwok.

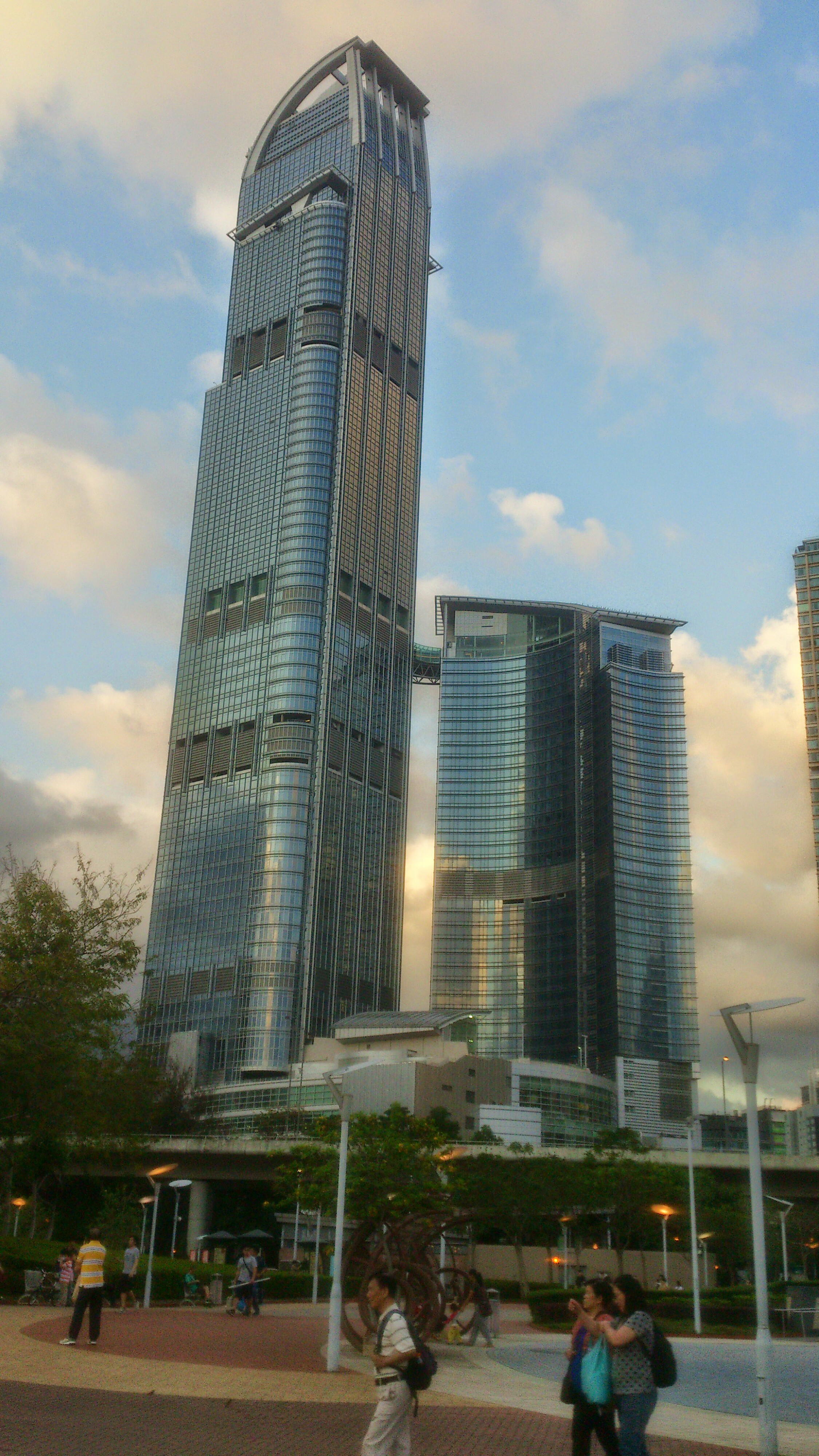
Vue d'ensemble.
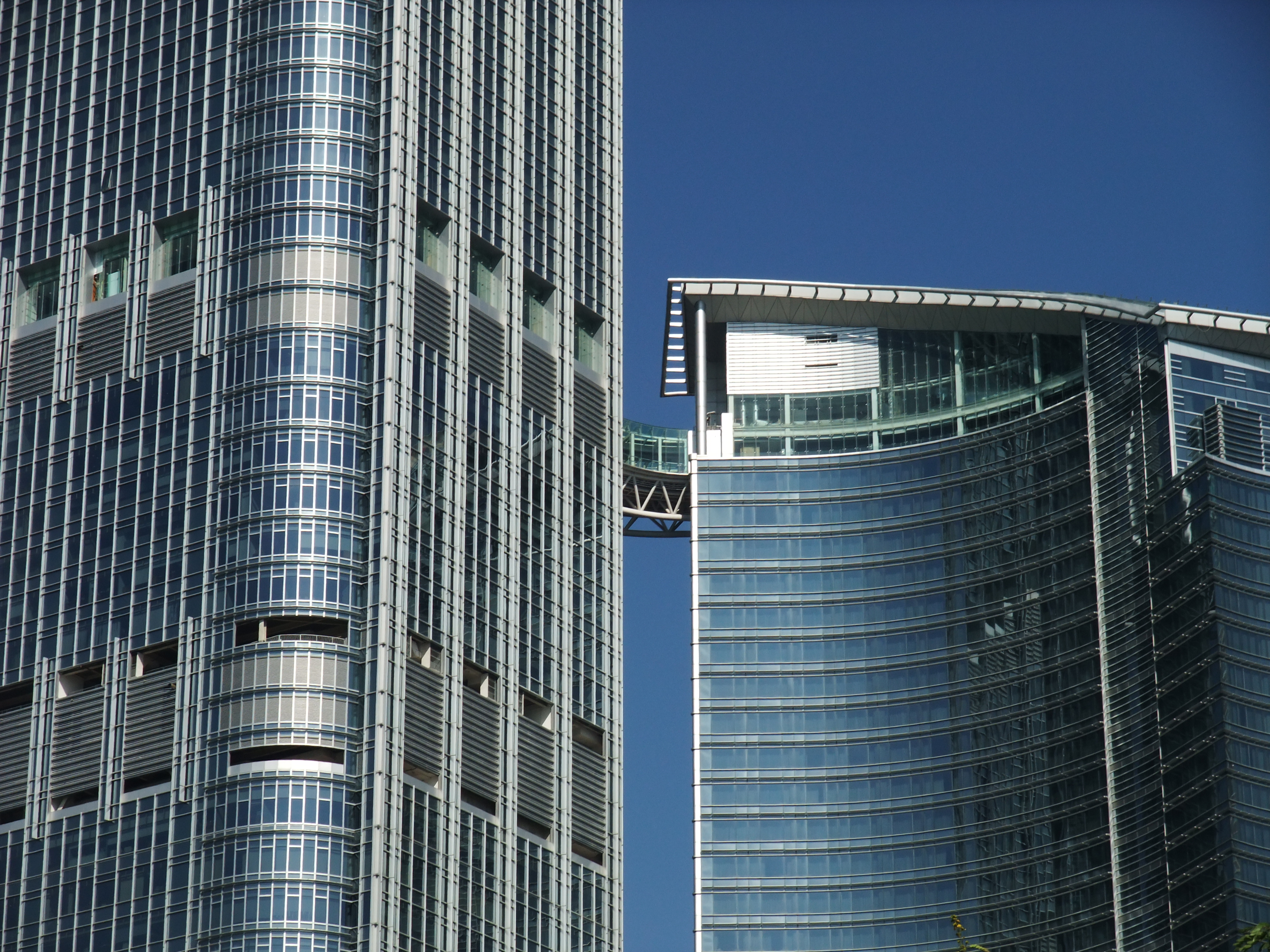
Teddy Tower (à gauche), Nina Tower (à droite).
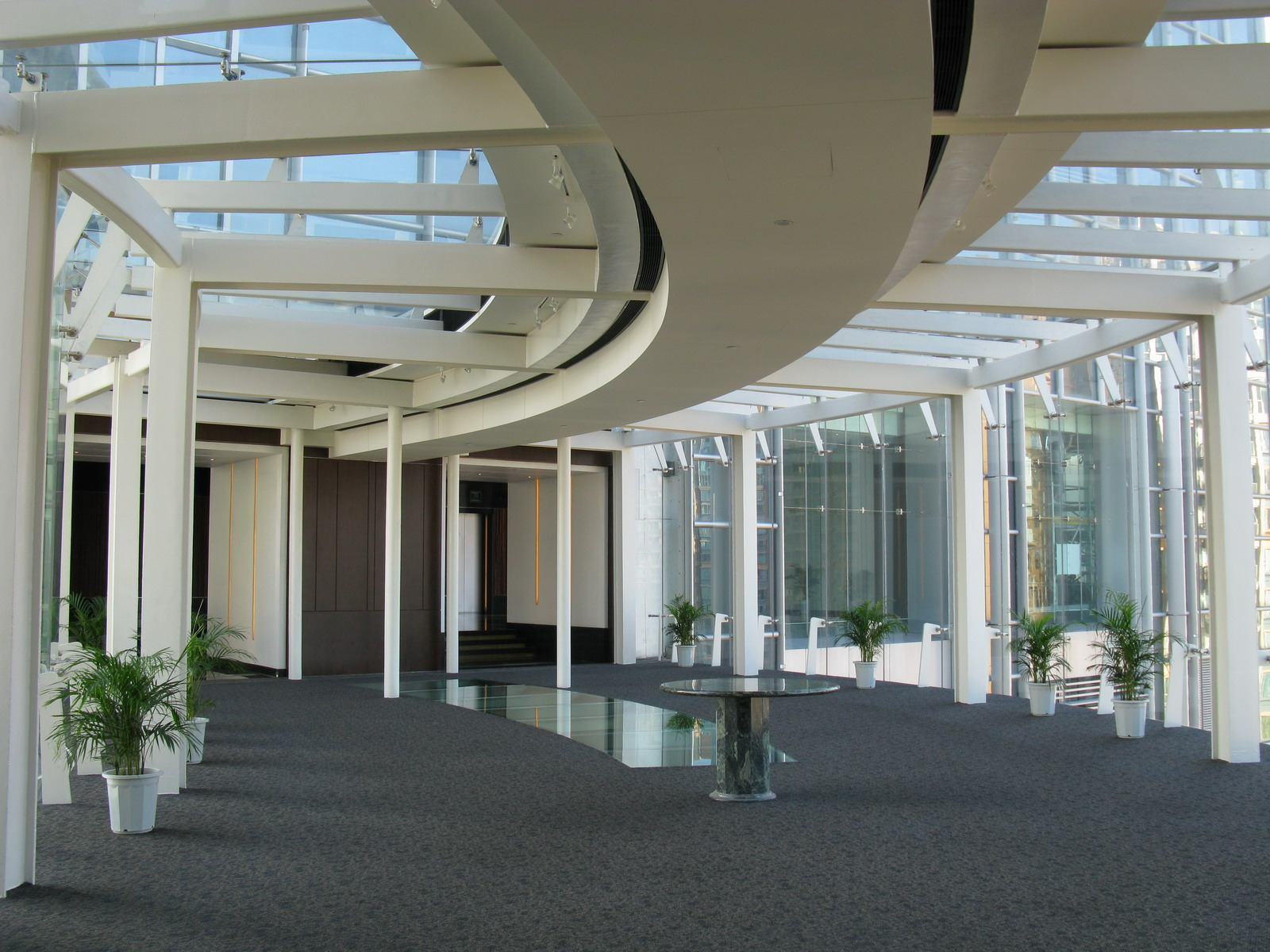
Pont transparent entre les deux tours.